# Carlos Sánchez del Río
Carlos Sánchez del Río y Sierra (Borja, Zaragoza; 16 de agosto de 1924 - 13 de mayo de 2013) fue un físico, profesor, investigador y académico español. 
Doctor en ciencias por la universidad de Madrid desde 1948. Amplió sus estudios en la Universidad de Roma, el Centro Informazione Studi ed Esperience (Milán), la Université de Genève, la Eidgenössische Technische Hoschschule (Zúrich) y la Universidad de Chicago entre 1948 y 1953.
Fue catedrático de Física Atómica y Nuclear en la Universidad de Madrid desde 1953. Académico numerario de la Real Academia de Ciencias Exactas, Físicas y Naturales (1975), en 1975 fue elegido miembro del Consejo Asesor de RTVE. Ha sido decano de la Facultad de Ciencias Físicas de la Universidad Complutense de Madrid (1986).
Fue vicerrector de la Universidad Complutense, director general de Política Científica, presidente del Consejo Superior de Investigaciones Científicas, vicepresidente y presidente en funciones de la Comisión Asesora de Investigación Científica y Técnica, Director de Investigación de la Junta de Energía Nuclear.
Presidente de la Real Sociedad Española de Física y Química, presidente de la Sociedad Nuclear Española, presidente de la Asociación Nacional de Físicos de España.
En el ámbito internacional fue director de división del Organismo Internacional de Energía Atómica (Viena), presidente del Centro de Compilación de Datos Nucleares (París), representante de España en la Sociedad Europea de Energía Atómica y en el Centro Europeo de Investigaciones Nucleares (CERN, Ginebra).

## Publicaciones
- Sánchez del Río, Carlos (1989). Análisis de errores. Ediciones de la Universidad Complutense de Madrid. ISBN 978-84-7754-036-6.

- — (1973). Cinemática de los procesos nucleares de baja energía. Junta de Energía Nuclear. ISBN 978-84-500-5701-0.

- — (2003). Física cuántica. Ediciones Pirámide. ISBN 978-84-368-1656-3.

- — (1960). Fundamentos teóricos de la física atómica y nuclear. Editorial Dossat. ISBN 978-84-237-0274-9; Agotado.

- — (1984). Historia de la física: hasta el siglo XIX. Real Academia de Ciencias Exactas, Físicas y Naturales. ISBN 978-84-600-3372-1.

- — (1949). Introducción a la interferometría. Consejo Superior de Investigaciones Científicas. ISBN 978-84-00-00105-6.

- — (1985). Los principios de la física en su evolución histórica. Editorial Complutense. ISBN 978-84-7491-183-1.

- — (2004). Los principios de la física en su evolución histórica. Instituto de España. ISBN 978-84-85559-60-2.

- — (1973). Probabilidades de los procesos nucleares. Centro de Investigaciones Energéticas, Medioambientales y Tecnológicas. ISBN 978-84-500-5693-8.

- — (2002). El significado de la física. Editorial Complutense. ISBN 978-84-7491-677-5.

- — (1979). Sobre el concepto de energía: discurso inaugural. Real Academia de Ciencias Exactas, Físicas y Naturales. ISBN 978-84-600-1519-2.

- — (1987). Unidades físicas. Ediciones de la Universidad Complutense de Madrid. ISBN 978-84-7754-003-8.

- - (1977). Introducción a la teoría del átomo. Edición Alhambra. ISBN 84-205-0385-1.